# 이동대사
이동대사(移動大使)는 일정한 임무를 띠고 수개국을 이동하는 대사이다. 국제적으로 한 국가와 사람들을 대표하는 가장 높은 계급의 외교관, 세크러트리 오브 스테이트 또는 각료이다. 미국에서는 대통령이 국제적인 분쟁 등이 발생한 경우에 필요에 따라서 파견하고 있으며 별명을 분쟁해결자(troble shooter)라고도 한다.
보통은 한 국가나 공관에 국한되어 상주하는 대사와 달리 이동대사는 (보통은) 여러 이웃 국가와 지역에서 활동하며 종종 유엔과 유럽 연합과 같은 국제 단체에도 자리가 있다. 심지어는 일부의 경우 이동 대사는 국가나 정부에 특정 문제를 충언하거나 도움을 주는 역할을 부여받기도 한다.

## 저명한 이동대사
- 샤를 아즈나부르
- 바바라 카레라
- 아흐메트 다부톨루
- 오스카르 데라렌타